# Satanoperca jurupari
Satanoperca jurupari es una especie de peces de la familia Cichlidae en el orden de los Perciformes.

## Morfología
Los machos pueden llegar alcanzar los 18,5 cm de longitud total.

## Distribución geográfica
Se encuentran en Sudamérica: cuenca del río Amazonas desde el Perú, Ecuador y Colombia hasta su desembocadura en el Brasil. También está presente en el este de la Guayana Francesa y en la Amazonia de Bolivia.